# Cengiz Ünder
Cengiz Ünder (Balıkesir, 14 luglio 1997) è un calciatore turco, centrocampista o attaccante del Fenerbahçe e della nazionale turca.

## Caratteristiche tecniche
Attaccante esterno o, all'occorrenza, trequartista, ha nel dribbling e nell'imprevedibilità alcune delle sue migliori qualità. Svaria su tutta la trequarti, potendo essere schierato su tutto il fronte d'attacco, anche se preferisce giocare partendo da destra. Mancino, è anche capace di calciare con l'altro piede. In patria è stato paragonato a Paulo Dybala. Il suo modo di calciare viene paragonato dal suo ex allenatore Eusebio Di Francesco a quello di Vincenzo Montella.

## Carriera

### Club

#### Inizi, Altinordu e Istanbul BB
Cresciuto calcisticamente prima nelle giovanili del Bucaspor e poi dell'Altınordu, ha esordito da professionista con quest'ultimo club in cui ha collezionato 51 presenze e 11 gol in campionato.
Il 18 maggio 2016 è stato acquistato dall'İstanbul Başakşehir, con cui ha segnato 7 gol in 32 partite di Süper Lig, aiutando la sua squadra a raggiungere il secondo posto in classifica nel 2016-2017, dietro al Beşiktaş campione.

#### Roma
Il 16 luglio 2017 si trasferisce a titolo definitivo alla Roma, in Italia, per 13.400.000 euro più bonus (più il 20% all'İstanbul B.B. sulla eventuale futura rivendita). Ha esordito con la maglia giallorossa il 26 agosto 2017 nella partita Roma-Inter (1-3), valida per la seconda giornata di campionato, subentrando nel finale a Daniele De Rossi. Segna il suo primo gol il 4 febbraio 2018 nella partita di campionato giocata in trasferta contro il Verona decidendo la sfida (segnando tra l'altro dopo 44 secondi). La settimana successiva segna la prima doppietta in Serie A nella vittoria per 5-2 contro il Benevento. Il 21 febbraio esordisce e realizza la prima rete in Champions League segnando il gol del momentaneo 0-1 nella partita persa per 2-1 in trasferta contro lo Šachtar Donetsk. In questa prima stagione Ünder totalizza 32 presenze e 8 reti.

Under con la maglia della Roma nella trasferta persa contro lo Shakhtar

Nella stagione 2018-2019 segna la sua prima rete stagionale il 26 settembre 2018 nella vittoria 4-0 in casa contro il Frosinone. Il 2 ottobre successivo segna la sua prima rete stagionale in Champions League nella vittoria casalinga per 5-0 contro il Viktoria Plzen, ripetendosi nella competizione successivamente nella vittoria casalinga per 3-0 ai danni del CSKA Mosca. Con l'inizio del girone di ritorno il 19 gennaio 2019 nella partita Roma-Torino, vinta poi 3-2 in favore dei giallorossi, Ünder esce al 6º minuto a causa di un infortunio che lo terrà lontano dal terreno di gioco fino a fine marzo. A causa di questi problemi fisici il calciatore turco, pur collezionando 33 presenze e 6 reti complessive, non raramente è costretto ad entrare dalla panchina a gara in corso, piuttosto che giocare da titolare.
Nella sua terza stagione in giallorosso, i problemi fisici e le scelte tattiche dell'allenatore Fonseca relegano progressivamente il turco ai margini della rosa.

#### Leicester City
Il 20 settembre 2020 passa in prestito con diritto di riscatto al Leicester City. Debutta con il club inglese il 4 ottobre seguente, nella sconfitta interna di campionato contro il West Ham Utd (0-3). Con le foxes non trova molto spazio, vincendo comunque l'FA Cup in finale contro il Chelsea. Ha realizzato la sua unica rete il 10 dicembre 2020 nel successo per 2-0 contro l'AEK Atene in Europa League.

#### Olympique Marsiglia
Poco utilizzato nella sua esperienza inglese, il 4 luglio 2021 si trasferisce all'Olympique Marsiglia con la formula del prestito annuale oneroso (fino a un massimo di 500.000 euro) con obbligo di riscatto a 8,4 milioni euro al verificarsi di determinate condizioni più il 20% del prezzo di una futura cessione. Esordisce con i transalpini l'8 agosto successivo, in occasione della prima giornata di Ligue 1, contribuendo alla vittoria finale sul Montpellier (2-3) con la sua prima rete coi biancazzurri.

#### Fenerbahçe e prestito al Los Angeles FC
Il 12 agosto 2023, viene acquistato a titolo definitivo per 15 milioni di euro dal Fenerbahçe.
Non trovando molto spazio, il 20 febbraio 2025 viene ceduto in prestito fino al 1º luglio 2025 al Los Angeles FC.

### Nazionale
Dopo aver giocato nelle selezioni giovanili turche, la Turchia under 18 (6 presenze e 1 gol), la Turchia under 19 (12 presenze e 6 gol) e la Turchia under 21 (3 presenze), ha esordito nella nazionale maggiore il 12 novembre 2016 nella sfida vinta per 2-0 contro il Kosovo. Il 27 marzo 2017, alla sua prima gara da titolare con la Turchia, sigla la sua prima rete in assoluto in nazionale maggiore, a scapito della Moldavia.
Esordisce in Nations League il 6 settembre 2018, disputando per intero il match perso contro la Russia.
Nel giugno 2021, viene incluso nella lista dei 26 giocatori con cui la selezione turca prende parte ad Euro 2020: timbra il suo esordio nella suddetta rassegna continentale in occasione della gara d'apertura della manifestazione, persa contro l'Italia (0-3).

## Controversie
L'11 febbraio 2018, dopo aver segnato contro il Benevento, ha esultato facendo il saluto militare. Il giorno dopo la partita ha scritto un post su Twitter, ritenuto da molti un chiaro riferimento a 3 militari turchi uccisi pochi giorni prima della partita ad Afrin, durante un'operazione anti-curda del suo paese.
L'11 ottobre 2019 posta una foto su Twitter raffigurante la sua esultanza (anche questa volta con 3 bandiere della Turchia) che provoca ulteriori polemiche a suo carico viste le operazioni anti-curde avvenute nei giorni precedenti al post.

## Statistiche

### Presenze e reti nei club
Statistiche aggiornate al 20 febbraio 2025.
| Stagione                   | Squadra                    | Campionato                 | Campionato | Campionato | Coppe nazionali | Coppe nazionali | Coppe nazionali | Coppe continentali | Coppe continentali | Coppe continentali | Altre coppe | Altre coppe | Altre coppe | Totale | Totale |
| Stagione                   | Squadra                    | Comp                       | Pres       | Reti       | Comp            | Pres            | Reti            | Comp               | Pres               | Reti               | Comp        | Pres        | Reti        | Pres   | Reti   |
| -------------------------- | -------------------------- | -------------------------- | ---------- | ---------- | --------------- | --------------- | --------------- | ------------------ | ------------------ | ------------------ | ----------- | ----------- | ----------- | ------ | ------ |
| 2014-2015                  | Altinordu                  | 1L                         | 20         | 5          | TK              | 6               | 0               | -                  | -                  | -                  | -           | -           | -           | 26     | 5      |
| 2015-2016                  | Altinordu                  | 1L                         | 31         | 6          | TK              | 1               | 0               | -                  | -                  | -                  | -           | -           | -           | 32     | 6      |
| Totale Altinordu           | Totale Altinordu           | Totale Altinordu           | 51         | 11         |                 | 7               | 0               |                    | -                  | -                  |             | -           | -           | 58     | 11     |
| 2016-2017                  | İstanbul B.B.              | SL                         | 32         | 7          | TK              | 7               | 2               | UEL                | 4                  | 0                  | -           | -           | -           | 43     | 9      |
| 2017-2018                  | Roma                       | A                          | 26         | 7          | CI              | 1               | 0               | UCL                | 5                  | 1                  | -           | -           | -           | 32     | 8      |
| 2018-2019                  | Roma                       | A                          | 26         | 3          | CI              | 1               | 0               | UCL                | 6                  | 3                  | -           | -           | -           | 33     | 6      |
| 2019-2020                  | Roma                       | A                          | 18         | 3          | CI              | 2               | 0               | UEL                | 3                  | 0                  | -           | -           | -           | 23     | 3      |
| Totale Roma                | Totale Roma                | Totale Roma                | 70         | 13         |                 | 4               | 0               |                    | 14                 | 4                  |             | -           | -           | 88     | 17     |
| 2020-2021                  | Leicester City             | PL                         | 9          | 0          | FACup+CdL       | 2+0             | 1+0             | UEL                | 8                  | 1                  | -           | -           | -           | 19     | 2      |
| 2021-2022                  | Olympique Marsiglia        | L1                         | 32         | 10         | CF              | 3               | 1               | UEL+UECL           | 5+7                | 1+1                | -           | -           | -           | 47     | 13     |
| 2022-2023                  | Olympique Marsiglia        | L1                         | 37         | 5          | CF              | 3               | 0               | UCL                | 6                  | 0                  | -           | -           | -           | 46     | 5      |
| Totale Olympique Marsiglia | Totale Olympique Marsiglia | Totale Olympique Marsiglia | 69         | 15         |                 | 6               | 1               |                    | 18                 | 2                  |             | -           | -           | 93     | 18     |
| 2023-2024                  | Fenerbahçe                 | SL                         | 24         | 9          | TK              | 2               | 0               | UECL               | 7                  | 0                  | ST          | 0           | 0           | 33     | 9      |
| 2024-feb. 2025             | Fenerbahçe                 | SL                         | 3          | 0          | TK              | 2               | 0               | UCL+UEL            | 0+4                | 0                  | -           | -           | -           | 9      | 0      |
| Totale Fenerbahce          | Totale Fenerbahce          | Totale Fenerbahce          | 27         | 9          |                 | 4               | 0               |                    | 11                 | 0                  |             | 0           | 0           | 32     | 9      |
| feb.-lug. 2025             | Los Angeles FC             | MLS                        | 12         | 2          | USOC            | -               | -               | CCC                | -                  | -                  |             | -           | -           | 12     | 2      |
| Totale carriera            | Totale carriera            | Totale carriera            | 270        | 57         |                 | 30              | 4               |                    | 55                 | 7                  |             | 0           | 0           | 355    | 68     |

### Cronologia presenze e reti in nazionale
| Cronologia completa delle presenze e delle reti in nazionale ― Turchia | Cronologia completa delle presenze e delle reti in nazionale ― Turchia | Cronologia completa delle presenze e delle reti in nazionale ― Turchia | Cronologia completa delle presenze e delle reti in nazionale ― Turchia | Cronologia completa delle presenze e delle reti in nazionale ― Turchia | Cronologia completa delle presenze e delle reti in nazionale ― Turchia | Cronologia completa delle presenze e delle reti in nazionale ― Turchia | Cronologia completa delle presenze e delle reti in nazionale ― Turchia |
| Data                                                                   | Città                                                                  | In casa                                                                | Risultato                                                              | Ospiti                                                                 | Competizione                                                           | Reti                                                                   | Note                                                                   |
| ---------------------------------------------------------------------- | ---------------------------------------------------------------------- | ---------------------------------------------------------------------- | ---------------------------------------------------------------------- | ---------------------------------------------------------------------- | ---------------------------------------------------------------------- | ---------------------------------------------------------------------- | ---------------------------------------------------------------------- |
| 12-11-2016                                                             | Adalia                                                                 | Turchia                                                                | 2 – 0                                                                  | Kosovo                                                                 | Qual. Mondiali 2018                                                    | -                                                                      | 77’                                                                    |
| 27-3-2017                                                              | Eskişehir                                                              | Turchia                                                                | 3 – 1                                                                  | Moldavia                                                               | Amichevole                                                             | 1                                                                      | 83’                                                                    |
| 5-6-2017                                                               | Skopje                                                                 | Macedonia                                                              | 0 – 0                                                                  | Turchia                                                                | Amichevole                                                             | -                                                                      | 46’                                                                    |
| 11-6-2017                                                              | Scutari                                                                | Kosovo                                                                 | 1 – 4                                                                  | Turchia                                                                | Qual. Mondiali 2018                                                    | 1                                                                      |                                                                        |
| 2-9-2017                                                               | Charkiv                                                                | Ucraina                                                                | 2 – 0                                                                  | Turchia                                                                | Qual. Mondiali 2018                                                    | -                                                                      |                                                                        |
| 9-11-2017                                                              | Cluj-Napoca                                                            | Romania                                                                | 2 – 0                                                                  | Turchia                                                                | Amichevole                                                             | -                                                                      |                                                                        |
| 13-11-2017                                                             | Adalia                                                                 | Turchia                                                                | 2 – 3                                                                  | Albania                                                                | Amichevole                                                             | 1                                                                      | 71’                                                                    |
| 27-3-2018                                                              | Podgorica                                                              | Montenegro                                                             | 2 – 2                                                                  | Turchia                                                                | Amichevole                                                             | 1                                                                      | 78’                                                                    |
| 28-5-2018                                                              | Istanbul                                                               | Turchia                                                                | 2 – 1                                                                  | Iran                                                                   | Amichevole                                                             | -                                                                      | 46’                                                                    |
| 1-6-2018                                                               | Ginevra                                                                | Tunisia                                                                | 2 – 2                                                                  | Turchia                                                                | Amichevole                                                             | -                                                                      | 77’                                                                    |
| 5-6-2018                                                               | Mosca                                                                  | Russia                                                                 | 1 – 1                                                                  | Turchia                                                                | Amichevole                                                             | -                                                                      | 76’                                                                    |
| 6-9-2018                                                               | Trebisonda                                                             | Turchia                                                                | 1 – 2                                                                  | Russia                                                                 | UEFA Nations League 2018-2019 - 1º turno                               | -                                                                      |                                                                        |
| 10-9-2018                                                              | Solna                                                                  | Svezia                                                                 | 2 – 3                                                                  | Turchia                                                                | UEFA Nations League 2018-2019 - 1º turno                               | -                                                                      | 76’                                                                    |
| 11-10-2018                                                             | Rize                                                                   | Turchia                                                                | 0 – 0                                                                  | Bosnia ed Erzegovina                                                   | Amichevole                                                             | -                                                                      | 80’                                                                    |
| 14-10-2018                                                             | Soči                                                                   | Russia                                                                 | 2 – 0                                                                  | Turchia                                                                | UEFA Nations League 2018-2019 - 1º turno                               | -                                                                      |                                                                        |
| 17-11-2018                                                             | Eskişehir                                                              | Turchia                                                                | 0 – 1                                                                  | Svezia                                                                 | UEFA Nations League 2018-2019 - 1º turno                               | -                                                                      |                                                                        |
| 20-11-2018                                                             | Adalia                                                                 | Turchia                                                                | 0 – 0                                                                  | Ucraina                                                                | Amichevole                                                             | -                                                                      |                                                                        |
| 30-5-2019                                                              | Adalia                                                                 | Turchia                                                                | 2 – 1                                                                  | Grecia                                                                 | Amichevole                                                             | 1                                                                      | 80’                                                                    |
| 8-6-2019                                                               | Konya                                                                  | Turchia                                                                | 2 – 0                                                                  | Francia                                                                | Qual. Euro 2020                                                        | 1                                                                      | 85’                                                                    |
| 14-11-2019                                                             | Istanbul                                                               | Turchia                                                                | 0 – 0                                                                  | Islanda                                                                | Qual. Euro 2020                                                        | -                                                                      | 81’                                                                    |
| 6-9-2020                                                               | Belgrado                                                               | Serbia                                                                 | 0 – 0                                                                  | Turchia                                                                | UEFA Nations League 2020-2021 - 1º turno                               | -                                                                      | 60’                                                                    |
| 7-10-2020                                                              | Colonia                                                                | Germania                                                               | 3 – 3                                                                  | Turchia                                                                | Amichevole                                                             | -                                                                      | 46’ 77’                                                                |
| 11-10-2020                                                             | Mosca                                                                  | Russia                                                                 | 1 – 1                                                                  | Turchia                                                                | UEFA Nations League 2020-2021 - 1º turno                               | -                                                                      | 46’ 49’                                                                |
| 14-10-2020                                                             | Istanbul                                                               | Turchia                                                                | 2 – 2                                                                  | Serbia                                                                 | UEFA Nations League 2020-2021 - 1º turno                               | -                                                                      | 86’                                                                    |
| 11-11-2020                                                             | Istanbul                                                               | Turchia                                                                | 3 – 3                                                                  | Croazia                                                                | Amichevole                                                             | 1                                                                      | 77’                                                                    |
| 15-11-2020                                                             | Istanbul                                                               | Turchia                                                                | 3 – 2                                                                  | Russia                                                                 | UEFA Nations League 2020-2021 - 1º turno                               | 1                                                                      | 58’ 64’                                                                |
| 27-5-2021                                                              | Alanya                                                                 | Turchia                                                                | 2 – 1                                                                  | Azerbaigian                                                            | Amichevole                                                             | -                                                                      | 46’                                                                    |
| 31-5-2021                                                              | Adalia                                                                 | Turchia                                                                | 0 – 0                                                                  | Guinea                                                                 | Amichevole                                                             | -                                                                      |                                                                        |
| 3-6-2021                                                               | Paderborn                                                              | Turchia                                                                | 2 – 0                                                                  | Moldavia                                                               | Amichevole                                                             | 1                                                                      | 46’                                                                    |
| 11-6-2021                                                              | Roma                                                                   | Turchia                                                                | 0 – 3                                                                  | Italia                                                                 | Euro 2020 - 1º turno                                                   | -                                                                      | 46’                                                                    |
| 16-6-2021                                                              | Baku                                                                   | Turchia                                                                | 0 – 2                                                                  | Galles                                                                 | Euro 2020 - 1º turno                                                   | -                                                                      | 83’                                                                    |
| 20-6-2021                                                              | Baku                                                                   | Svizzera                                                               | 3 – 1                                                                  | Turchia                                                                | Euro 2020 - 1º turno                                                   | -                                                                      | 80’                                                                    |
| 1-9-2021                                                               | Istanbul                                                               | Turchia                                                                | 2 – 2                                                                  | Montenegro                                                             | Qual. Mondiali 2022                                                    | 1                                                                      | 37’ 82’                                                                |
| 7-9-2021                                                               | Amsterdam                                                              | Paesi Bassi                                                            | 6 – 1                                                                  | Turchia                                                                | Qual. Mondiali 2022                                                    | 1                                                                      |                                                                        |
| 8-10-2021                                                              | Istanbul                                                               | Turchia                                                                | 1 – 1                                                                  | Norvegia                                                               | Qual. Mondiali 2022                                                    | -                                                                      | 70’                                                                    |
| 11-10-2021                                                             | Riga                                                                   | Lettonia                                                               | 1 – 2                                                                  | Turchia                                                                | Qual. Mondiali 2022                                                    | -                                                                      |                                                                        |
| 24-3-2022                                                              | Porto                                                                  | Portogallo                                                             | 3 – 1                                                                  | Turchia                                                                | Qual. Mondiali 2022                                                    | -                                                                      |                                                                        |
| 29-3-2022                                                              | Konya                                                                  | Turchia                                                                | 2 – 3                                                                  | Italia                                                                 | Amichevole                                                             | 1                                                                      |                                                                        |
| 4-6-2022                                                               | Istanbul                                                               | Turchia                                                                | 4 – 0                                                                  | Fær Øer                                                                | UEFA Nations League 2022-2023 - 1º turno                               | 1                                                                      | 45+2’ 80’                                                              |
| 7-6-2022                                                               | Vilnius                                                                | Lituania                                                               | 0 – 6                                                                  | Turchia                                                                | UEFA Nations League 2022-2023 - 1º turno                               | -                                                                      | 46’                                                                    |
| 11-6-2022                                                              | Lussemburgo                                                            | Lussemburgo                                                            | 0 – 2                                                                  | Turchia                                                                | UEFA Nations League 2022-2023 - 1º turno                               | -                                                                      |                                                                        |
| 14-6-2022                                                              | Smirne                                                                 | Turchia                                                                | 2 – 0                                                                  | Lituania                                                               | UEFA Nations League 2022-2023 - 1º turno                               | -                                                                      | 84’                                                                    |
| 22-9-2022                                                              | Istanbul                                                               | Turchia                                                                | 3 – 3                                                                  | Lussemburgo                                                            | UEFA Nations League 2022-2023 - 1º turno                               | 1                                                                      | 63’ 78’                                                                |
| 16-11-2022                                                             | Diyarbakır                                                             | Turchia                                                                | 2 – 1                                                                  | Scozia                                                                 | Amichevole                                                             | 1                                                                      | 81’                                                                    |
| 19-11-2022                                                             | Gaziantep                                                              | Turchia                                                                | 2 – 1                                                                  | Rep. Ceca                                                              | Amichevole                                                             | -                                                                      | 80’                                                                    |
| 25-3-2023                                                              | Erevan                                                                 | Armenia                                                                | 1 – 2                                                                  | Turchia                                                                | Qual. Euro 2024                                                        | -                                                                      |                                                                        |
| 28-3-2023                                                              | Bursa                                                                  | Turchia                                                                | 0 – 2                                                                  | Croazia                                                                | Qual. Euro 2024                                                        | -                                                                      | 81’                                                                    |
| 16-6-2023                                                              | Riga                                                                   | Lettonia                                                               | 2 – 3                                                                  | Turchia                                                                | Qual. Euro 2024                                                        | 1                                                                      |                                                                        |
| 19-6-2023                                                              | Samsun                                                                 | Turchia                                                                | 2 – 0                                                                  | Galles                                                                 | Qual. Euro 2024                                                        | -                                                                      | 51’                                                                    |
| 8-9-2023                                                               | Eskişehir                                                              | Turchia                                                                | 1 – 1                                                                  | Armenia                                                                | Qual. Euro 2024                                                        | -                                                                      |                                                                        |
| 12-9-2023                                                              | Genk                                                                   | Giappone                                                               | 4 – 2                                                                  | Turchia                                                                | Amichevole                                                             | -                                                                      | 46’                                                                    |
| Totale                                                                 |                                                                        | Presenze                                                               | 51                                                                     |                                                                        | Reti                                                                   | 16                                                                     |                                                                        |

## Palmarès

### Club
- Coppa d'Inghilterra: 1

Leicester City: 2020-2021